# Tentația seducției
Tentația seducției (în original, Cruel Intentions) este un film american din 1999 ce îi are în distribuție pe Ryan Phillippe, Sarah Michelle Gellar, Reese Witherspoon, și Selma Blair. Filmul este o adaptare a romanului epistolar din secolul al XVIII-lea, Legăturile primejdioase, scris de Choderlos de Laclos.
Spre deosebire de alte ecranizări ale cărții, acțiunea filmului este plasată în lumea adolescenților bogați și plicitisiți din New Yorkul sfârșitului de secol douăzeci. Subiectul este centrat în jurul unui pariu pus la cale de cele două personaje principale, Kathryn Merteuil (interpretată de Gellar) și Sebastian Valmont (interpretat de Phillippe) care se amplifică într-un joc al manipulării, seducției și, în cele din urmă, iubirii.
Filmul a pornit ca un proiect independent cu un buget foarte mic, și a fost preluat ulterior de Columbia Pictures. A avut ulterior două urmări: Tentația seducției 2 (a cărui acțiune se petrece cu câțiva ani înainte de evenimentele din prima parte) și Tentația seducției 3, ce o are drept personaj principal pe Cassidy Merteuil, verișoara lui Kathryn.
Deși nu a reprezentat un succes uriaș de box-office, filmul a avut încasări de aproximativ 39 de milioane de dolari.

## Sinopsis
Sarah Michelle Gellar interpretează un personaj inspirat de către marchiza de Merteuil din romanul Les dangereux liaisons, pe Kathryn Merteuil, care reprezintă pentru toată lumea eleva și fiica model. Ryan Phillippe îl interpretează pe Sebastian Valmont (în carte vicontele de Valmont), singura persoană care cunoaște puterea de manipulare și cinismul care se ascund sub înfățișarea perfectă a lui Kathryn. Acțiunea debutează odată cu planul lui Kathryn de a o deprava pe Cecile Caldwell (în carte Cecile de Volanges), ca un act de răzbunare împotriva fostului ei iubit, care a părăsit-o din cauza acesteia. Kathryn intenționează să îl implice pe Sebastian în intrigă, dar acesta o refuză, fiind mai interesat de seducerea Annettei Hargrove (în carte doamna de Tourvel; interpretată de Reese Witherspoon), fiica noului director de la școală, care a scris un manifest intitulat „De ce vreau să aștept”, în care își expune crezul de a rămâne virgină până la căsătorie. Kathryn îl provoacă pe Sebastian la un pariu: dacă el nu va reuși să o dezvirgineze pe Annette, atunci Kathryn se va alege cu mașina lui, un Jaguar vechi din 1956, iar dacă el va reuși, atunci Kathryn îi va deveni amantă.
În timp ce Sebastian plănuiește apropierea de Annette, Kathryn o încurajează pe Cecile să dezvolte o relație cu profesorul ei de muzică, sperând în taină că acesta va încerca să o seducă. Sebastian eșuează în a se apropia de Annette, aflând ulterior că mama Cecilei (în carte doamna de Volanges) i-a scris Annettei, cerându-i să se ferească de el, ceea ce îl determină să i se alăture lui Kathryn în intriga țesută în jurul lui Cecile. Kathryn îi dezvăluie doamnei Caldwell relația dintre Cecile și Ronald, pentru a facilita o apropiere între Sebastian și Cecile. Planul ei reușește și Cecile devine amanta lui Sebastian.
Între timp, acesta începe, încetul cu încetul, să se îndrăgostească de Annette, deși face tot posibilul să își țină în frâu iubirea. Ea îi împărtășește sentimentele, însă ține totuși în continuare garda sus. La un moment dat Annette decide să îi cedeze, însă el o refuză, măcinat de vinovăție. Ulterior, el își mărturisește dragostea față de ea, și cei doi devin iubiți. Kathryn decide să onoreze pariul, dar Sebastian o respinge, drept pentru care ea hotărăște să se răzbune și își manipulează fratele vitreg, convingându-l să o părăsească pe Annette.
După ce își realizează greșeala, Sebastian îi trimite Annettei jurnalul său, în care a ținut evidența tuturor cuceririlor sale, și în care o zugrăvește pe Kathryn în adevărata ei înfățișare, împreună cu o scrisoare în care o imploră să îl ierte. Între timp, pentru a-și desăvârși răzbunarea, Kathryn îi dezvăluie lui Ronald legătura dintre Cecile și Sebastian. Furios, acesta pleacă să îl caute pe Sebastian; între cei doi are loc o luptă, și Sebastian moare salvând-o pe Annette, care intervenise între ei și fusese aruncată în fața unei mașini.
Filmul se încheie cu demascarea lui Kathryn în fața întregii școli, demascare realizată de Annette și Cecile, care multiplică jurnalul lui Sebastian și îl distribuie în toată școala. În scena finală, personajul lui Annette apare în mașina lui Sebastian, în trafic, cu jurnalul lui alături, punându-și ochelarii lui la ochii, cu un zâmbet satisfăcut pe figură, și cu mâna dreaptă așezată pe spațiul dintre scaune, ca și cum ar ține mâna altcuiva.

## Premii și nominalizări
| Anul | Ceremonia                       | Categoria                                                           | Rezultatul  |
| ---- | ------------------------------- | ------------------------------------------------------------------- | ----------- |
| 2000 | Blockbuster Entertainment Award | Cea mai bună actriță în rol secundar, Reese Witherspoon             | câștigat    |
| 2000 | Golden Slate                    | Best Original Score                                                 | câștigat    |
| 2000 | Golden Slate                    | Cea mai bună actriță în rol principal, Sarah Michelle Gellar        | nominalizat |
| 2000 | Golden Slate                    | Cel mai bun film                                                    | nominalizat |
| 2000 | Golden Slate                    | Cea mai bună coloană sonoră                                         | câștigat    |
| 2000 | Golden Slate                    | Cel mai bun film pentru adolescenți                                 | nominalizat |
| 2000 | MTV Movie Awards                | Cea mai bună interpretare feminină, Sarah Michelle Gellar           | câștigat    |
| 2000 | MTV Movie Awards                | Cel mai bun sărut: (Sarah Michelle Gellar, Selma Blair)             | câștigat    |
| 2000 | MTV Movie Awards                | Cea mai bună interpretare masculină, Ryan Phillippe                 | nominalizat |
| 2000 | MTV Movie Awards                | Cel mai bun ticălos, Sarah Michelle Gellar                          | nominalizat |
| 2000 | Teen Choice Awards              | Cel mai bun film                                                    | câștigat    |
| 2000 | Teen Choice Awards              | Cel mai bun actor, Ryan Phillippe                                   | nominalizat |
| 2000 | Teen Choice Awards              | Cea mai bună actriță, Reese Witherspoon                             | nominalizat |
| 2000 | Teen Choice Awards              | Cea mai sexy scenă de dragoste: (Reese Witherspoon, Ryan Phillippe) | câștigat    |

Scena sărutului dintre Gellar și Blair este una dintre cele mai cunoscute scene din film. A fost nominalizată la mai multe premii. Sarah Michelle Gellar a declarat ulterior: „A fost un sărut grozav. A avut chiar și o dâră de salivă.” (de altfel, „dâra” respectivă a fost motiv de parodie în filmul Un sărut adevărat care a avut-o ca protagonistă pe Drew Barrymore).

## Coloana sonoră
vezi articolul Cruel Intentions (coloană sonoră)